# Emilio Schuberth
Emilio Schuberth (Napoli, 8 giugno 1904 – Roma, 4 gennaio 1972) è stato uno stilista italiano.

## Biografia
Nato da Gotthelf Schuberth e Fortuna Vittozzi, il suo nome completo è Emilio Federico Schuberth. Grande couturier della tradizione sartoriale ereditata dalla scuola napoletana, amato dalle dive internazionali (per questo fu definito il "sarto delle dive"), vestì la principessa Soraya, Rita Hayworth, Ingrid Bergman, Bette Davis, Brigitte Bardot, Sophia Loren, Gina Lollobrigida e Anna Magnani.
Intorno agli anni '30, Schubert inizia a lavorare presso l'atelier Montorsi a Roma, dove sfoggia una grande competenza nell'accostare seta e merletti per la produzione di biancheria. 
Nel 1938, decide di avviare un'attività in proprio e apre, insieme alla moglie, un negozio in via Frattina. Grazie al grande successo, già nel 1940 inaugura un atelier di alta moda in via Lazio, per poi trasferirlo poco dopo in via XX Settembre. Il suo stile, elegante e ricercato, univa tessuti lussuosi e abbinamenti raffinati, con silhouette a busto stretto e spalle marcate. I suoi abiti, ispirati all’Ottocento e al glamour hollywoodiano, conquistarono celebrità e nobiltà: Maria Pia di Savoia gli commissionò parte del corredo nuziale, mentre  Farouk d’Egitto lo scelse per vestire il suo harem. Nel 1949, Schubert presentò le sue creazioni a Palazzo Grassi durante il Festival di Venezia. 
Fu uno dei protagonisti della nascente moda italiana, mettendo l'accento sulla comunicazione attorno al suo lavoro e non esitando a mettersi in primo piano assieme alle sue modelle negli eventi mondani. Prese parte alla storica sfilata First Italian High Fashion Show organizzata da Giovanni Battista Giorgini presso la sua residenza privata di Firenze a villa Torrigiani. La sfilata si tenne il 12 febbraio 1951 alla presenza di sei importanti compratori americani. Nel 1953 concorse a fondare insieme ad altri grandi nomi dell'epoca (tra cui le sorelle Fontana, Alberto Fabiani, Vincenzo Ferdinandi, Jole Veneziani, Giovannelli-Sciarra, Mingolini-Gugenheim, Eleonora Garnett, Simonetta) il SIAM - Sindacato Italiano Alta Moda (diventato poi Camera Nazionale della Moda Italiana).
Nel luglio del 1954, insieme alle Sorelle Fontana, Vincenzo Ferdinandi, Giovannelli-Sciarra, Eleonora Garnett e Mingolini-Gugenheim partecipò ad "Alta Moda a Castel Sant'Angelo" ambientato appunto nella suggestiva cornice del celebre castello. In quell'occasione furono premiate le statunitensi Sally Kirkland, Fashion Editor di Life e di Vogue USA, Alice Perkins, Fashion Editor di Women's Wear Daily per il loro ruolo di ambasciatrici della moda italiana negli Stati Uniti, e la stilista Hannah Troy. 
Molto noto negli anni '60 per il suo stile stravagante e onirico, è considerato come colui che ha rivoluzionato, grazie alla spettacolarizzazione della moda, il ruolo del "sarto", pressoché invisibile, trasformandolo nella figura dello "stilista" odierno. Maestro indiscusso della moda italiana, firmò anche un suo profumo, che chiamò ironicamente Schu-schu. È stato personaggio, oltre che sarto famoso, capace di recitare una parte istrionica nella società dello spettacolo dell'epoca. Interpretò sé stesso in un film e partecipò alla popolarissima trasmissione televisiva de Il Musichiere non soltanto da costumista, ma anche esibendosi come cantante.
Tra i suoi allievi Valentino . 
Sempre in televisione, nel 1957 partecipò a una serie di sketch della rubrica pubblicitaria televisiva Carosello, pubblicizzando il brandy Gran Senior delle distillerie Fabbri insieme a Erminio Spalla, Sylva Koscina, Dawn Addams, Luciana Peverelli, Nilla Pizzi, Sandra Milo, Isa Barzizza e Virna Lisi.
Muore il 4 gennaio 1972; riposa al cimitero Flaminio di Roma.
Nel 2007 un gruppo di imprenditori napoletani ha deciso di dare nuova vita alla maison Emilio Schuberth, ma sempre tenendo fede all'identità originale del marchio.
Nel 2007, durante la Fashion Week Milanese F/W 2007/2008, presso il Diana Majestic  viene presentata la collezione Emilio Schuberth, disegnata da Francesco Scognamiglio. Direttore creativo Elena Perrella, che continua ad ogni stagione a presentare le collezioni attingendo all'archivio della Maison idee e sviluppando progetti.
Nel 2021 Emilio Schuberth viene iscritto nel registro dei marchi storici italiani, presso il Ministero dello Sviluppo Economico. La gamma dei prodotti viene arricchita continuamente, dall'abbigliamento agli accessori, passando per il profumo Schu di Schuberth, venduto nel mondo.